# Gléguer Zorzin
Gléguer Zorzin (Americana, 20 de setembro de 1976) é um ex-futebolista brasileiro que atuava como goleiro.

## Carreira de goleiro

### Início no Guarani
Gléguer iniciou sua carreira no Guarani, onde iniciou sua trajetória na base do Bugre em 1987 e se profissionalizou em 1996.
Foi titular na reta final do Campeonato Brasileiro de 1997, salvando o time do rebaixamento. Em 1998, se reversou com Pitarelli no gol do Bugre. Assumiu a titularidade definitiva em 1999, levando o time as quartas-de-final do Campeonato Brasileiro. E após uma boa participação na Copa João Havelange foi contratado pelo Corinthians.

### Corinthians
Foi contratado pelo Corinthians no início de 2001 a pedido do técnico Darío Pereyra. Ele iniciou o ano como titular mais com a saída de Darío Pereyra e a chegada de Vanderley Luxemburgo, perdeu a posição de titular.
Sua estreia pelo Corinthians ocorreu em 24 de janeiro de 2001, na vitória por 4 x 3 sobre Flamengo no Torneio Rio-São Paulo.
Após atritos com Vanderley Luxemburgo, retornou ao Guarani no segundo semestre de 2001.
No total ele disputou 10 jogos (4 vitórias, 2 empates, 4 derrotas) e 13 gols sofridos. Conquistou o título Paulista e o vice-campeonato da Copa do Brasil.

### Portuguesa
Após passagens sem muito sucesso por Cruzeiro e Vitória, Gléguer chegou na Portuguesa em 2003.
Seu melhor momento na Lusa foi no Campeonato Brasileiro da Série B de 2005, onde o time do Canindé chegou no quadrangular final, muito próximo do acesso.
Em 2005, Gléguer se envolveu em uma polêmica. No jogo que completaria 100 partidas pela Portuguesa (2 de setembro de 2005 - Portuguesa 4 x 2 Sport - Brasileiro B), ele foi afastado pela diretoria após receber uma proposta do Juventude. A negociação não foi para frente mais a sua imagem ficou abalada perante a torcida.
Saiu da Portuguesa após o inédito rebaixamento no Campeonato Paulista de 2006.

### Outros Clubes
Após sair da Portuguesa foi contratado pelo Vila Nova de Goiás onde disputou o Brasileiro da Série B de 2006.
Em 2007, foi contratado pelo Náutico para o Campeonato Brasileiro Série A. Ficou pouco tempo em Recife e desembarcou em Natal, para jogar no América. E após poucos jogos no time potiguar ele saiu e fez parte da campanha vitoriosa do Bragantino no Campeonato Brasileiro da Série C.[carece de fontes?] O Bragantino fez um octagonal final quase perfeito perdendo apenas duas vezes e superando Bahia e Vila Nova-GO conquistando o título.
Em 2008, após disputar o Campeonato Brasileiro da Série C pelo Operário-MS ele desembarcou no Vitória para a disputa do Campeonato Brasileiro. Ele ficou no time baiano até 2009. No total foram 15 jogos disputados pelo rubro negro baiano.
Em 2010, foi para Belo Horizonte defender o gol do América-MG.
Encerrou a carreira em 2011 no Bragantino.

## Treinador de goleiros
Após se aposentar se tornou treinador de goleiros. Seu primeiro time nessa nova função foi o mesmo Bragantino pelo qual encerrou a sua carreira.
Em maio de 2014, retornou a Portuguesa.
Retornou ao Guarani em 2014 e ficou até 2016.

## Técnico de futebol
Sua primeira experiência como técnico foi o União Barbarense em 2013. Na sequencia dirigiu o Santacruzense e o Ipatinga em 2014.
No início de 2017 iniciou sua primeira experiência no exterior, no Siheung City, da terceira divisão da Coréia do Sul. Chegou inicialmente como auxiliar técnico se efetivando no cargo após a saída do antigo treinador para o futebol chinês. No seu primeiro ano na Coréia conquistou o vice campeonato da Copa Primavera de 2017 e o acesso bateu na trave.
Em 2018, conquistou o título e o acesso para a segunda divisão com uma rodada de antecedência.

## Política
Em janeiro de 2022, assumiu como Secretário de Esportes e Lazer de Hortolândia/SP.

## Títulos
Corinthians
- Campeonato Paulista: 2001

Vitória
- Campeonato Baiano: 2009[14]

Bragantino
- Brasileiro série C: 2007[23]